# Lutreolina
Lutreolina — рід ссавців з родини опосумових. Формою тіла Lutreolina схожі на видру, й зазвичай демонструють напівводні тенденції.

## Морфологічна характеристика
Довжина голови й тулуба: 190—445 мм, хвіст завдовжки 210—360 мм, вага 200—910 грамів. Волосяний покрив м'який, товстий, на спині суцільно червонуватий, жовтувато-коричневий чи темно-коричневий і може здатися пурпуруватим; черевний бік світліший, вохристий. Хвіст товстий і шерстистий біля основи, а останні 50 мм хвоста оголені на черевній стороні, з темним кінчиком. Вуха малі й округлі, ледь помітні над шерстю. Мордочка відносно коротка. Ноги короткі.

## Середовище проживання
Lutreolina проживають у Південній Америці — Болівія, пд.-сх. Бразилія, Парагвай, Уругвай, пн. Аргентина, Колумбія, Венесуела, Гаяна, Суринам. Населяють різноманітні місця проживання, але зазвичай демонструють напівводні тенденції.

## Спосіб життя
Ведуть нічний і присмерковий спосіб життя. Спритні на землі, вправні дереволази, хороші плавці. Хоча добре плавають вони не спеціалізуються на напівводному житті — шерсть не водонепроникна, на пальцях нема перетинок. Аналогічно, хоча вони добре лазять по деревах, але хвіст не чіпкий. Lutreolina будують гнізда в дуплах дерев і в травах, а також використовують покинуті нори броненосців і віскачів. Харчуються залежно від місця проживання крабами, жуками, безліччю інших безхребетних і хребетних тварин, а також їдять фрукти та насіння.

## Систематика
Lutreolina
- вид Lutreolina crassicaudata типовий
- вид Lutreolina massoia
- вид †Lutreolina biforata — пліоцен Аргентини
- вид †Lutreolina materdei — міоцен Бразилії